# Rue des Cadets-de-la-France-Libre (Paris)
La rue des Cadets-de-la-France-Libre est une voie du 13e arrondissement de Paris, en France.

## Situation et accès
Elle débute au 44, rue des Grands-Moulins et se termine rue Thomas-Mann. Elle longe le square Cyprian-Norwid et le collège Thomas-Mann.

## Origine du nom
La rue est nommée en hommage aux jeunes Français formés en Angleterre au sein de l'École militaire des cadets de la France libre entre 1941 et 1944, créée par le général de Gaulle, et dont nombre sont morts pour la France.

## Historique
Cette voie privée est créée dans le cadre de l'aménagement de la ZAC Paris-Rive-Gauche sous le nom provisoire de « voie EG/13 » et prend sa dénomination actuelle le 22 janvier 2001.
Par arrêté de voirie en date du 8 octobre 2002, elle est ouverte à la circulation publique de la rue Thomas-Mann à la rue des Grands-Moulins.